# اکسیکولوزانید
اکسیکولوزانید (به انگلیسی: Oxyclozanide) با فرمول شیمیایی C۱۳H۶Cl۵NO۳ یک ترکیب شیمیایی با شناسه پاب‌کم ۱۶۷۷۹ است. که جرم مولی آن ۴۰۱٫۴۶ g/mol می‌باشد. 